# Racine Boat and Automobile Company
Racine Boat and Automobile Company, vorher Racine Boat Manufacturing Company, war ein US-amerikanischer Hersteller von Booten und Automobilen.

## Unternehmensgeschichte
Die Racine Boat Manufacturing Company aus Detroit in Michigan stellte Boote her. Im November 1908 wurde die Aufnahme der Automobilproduktion angekündigt. Sie lief von 1909 bis 1911. Der Markenname lautete Racine. Insgesamt entstanden nur wenige Straßenfahrzeuge. 1911 lautete die Firmierung Racine Boat and Automobile Company. W. Sidney Sumner leitete das Unternehmen. Es ist nicht bekannt, wann das Unternehmen aufgelöst wurde.
Zwischen 1893 und 1916 gab es eine gleichnamige Racine Boat Manufacturing Company. Der Sitz war zunächst in Racine in Wisconsin und ab 1903 oder 1904 in Muskegon in Michigan. Die Verbindung ist unklar.

## Fahrzeuge
Im Angebot stand nur ein Modell. Es hatte einen Vierzylinder-Viertaktmotor mit 22,5 PS Leistung. Er trieb über eine Kardanwelle die Hinterachse an.